# Lucio Sassi
Lucio Sassi o Sasso (Nola, 21 ottobre 1521 – Roma, 29 febbraio 1604) è stato un cardinale e vescovo cattolico italiano.

## Biografia
Sassi nacque a Nola il 21 ottobre 1521.
Fu consacrato vescovo in Roma domenica 7 ottobre 1571, quattro giorni dopo aver ricevuto da papa Pio V la nomina episcopale alla neoeretta diocesi di Ripatransone. Partì alla volta della propria sede il 15 marzo 1572, sostando in Loreto per invocare la protezione della Vergine, e prendendo possesso della cattedra il 23 marzo seguente.
Efficace fu la sua opera nell'organizzazione e nell'apporto di strutture indispensabili al funzionamento della nuova diocesi; ma il 20 maggio 1575 vi rinunciò, sostituito da monsignor Sega, non si sa se in vista di un incarico promesso da Gregorio XIII o per propria aspirazione alla sede di Viterbo (che, però, non risulta aver mai retto).
Fu creato cardinale da papa Clemente VIII il 17 settembre 1593. Morì a Roma il 29 febbraio 1604 e fu sepolto nella basilica di San Giovanni in Laterano, in una tomba semplice che egli stesso aveva predisposto. Un nipote provvide però ad erigergli un monumento funebre dotato di una lunga iscrizione presso la Porta santa.

## Genealogia episcopale
La genealogia episcopale è:
- Cardinale Scipione Rebiba
- Cardinale Lucio Sassi